# 午後の再放送ドラマ
『午後の再放送ドラマ』は、 関西テレビで平日（月曜日から金曜日）に放送していたドラマ再放送枠である。
2019年6月28日までは関西テレビホームページの「再放送ドラマ」ページには『てれびふりーく∞』という枠名で掲載されていた。翌7月からは「午後の再放送ドラマ」と掲載されているが、それ以降も「基本番組表」では「てれびふり～く∞」と掲載されていた。

## 放送時間の変遷
| 期間       | 期間       | 放送時間（日本時間）                                                 |
| ---------- | ---------- | -------------------------------------------------------------------- |
| 2006.04.03 | 2007.09.28 | 平日 14:07 - 16:55（168分）                                          |
| 2007.10.01 | 2009.04.03 | 平日 14:07 - 16:53（166分）                                          |
| 2009.04.06 | 2011.04.01 | 平日 15:00 - 16:53（113分）                                          |
| 2011.04.04 | 2011.09.30 | 平日 15:00 - 16:48（108分）                                          |
| 2011.10.03 | 2012.03.30 | 平日 15:01 - 16:48（107分）                                          |
| 2012.04.02 | 2013.03.29 | 平日 15:48 - 16:48（060分）                                          |
| 2013.04.01 | 2013.09.27 | 平日 15:50 - 16:48（058分）                                          |
| 2013.09.30 | 2014.02.28 | 平日 14:58 - 16:48（110分）                                          |
| 2014.03.03 | 2015.03.27 | 平日 14:57 - 16:48（111分）                                          |
| 2015.03.30 | 2016.03.25 | 平日 14:55 - 15:50（055分）                                          |
| 2016.03.28 | 2016.04.01 | 平日 14:55 - 16:45（110分）                                          |
| 2016.04.04 | 2016.09.30 | 平日 14:50 - 16:45（115分）                                          |
| 2016.10.03 | 2016.12.12 | 平日 15:50 - 16:47（057分）                                          |
| 2016.12.13 | 2016.12.26 | 平日 14:50 - 16:47（117分）                                          |
| 2017.01.05 | 2019.03.29 | 平日 15:50 - 16:47（057分）                                          |
| 2019.04.02 | 2020.09.25 | 平日 15:50 - 16:45 （055分）                                         |
| 2020.09.28 | 2021.03.26 | 月曜 - 水曜・金曜 14:45 - 16:45（120分） 木曜 15:45 - 16:45 ( 60分)  |
| 2021.03.29 | 2023.03.31 | 平日 15:45 - 16:45（ 60分）                                          |
| 2023.04.03 | 2023.07.05 | 平日 14:45 - 16:45（120分）                                          |
| 2023.07.06 | 2024.09.27 | 月曜 - 水曜・金曜 14:45 - 16:45（120分） 木曜 15:45 - 16:45 (60分)   |
| 2024.9.30  | 2025.3.27  | 月曜 - 水曜 14:45 - 16:45（120分） 木曜 - 金曜 15:45 - 16:45（60分） |

## 主な内容
過去にフジテレビ系列で放送されたテレビドラマが放送されていた。関東地区で同時間帯に『ハッピーアワー』で放送されたものを、数日から数か月遅れで放送しているドラマもあった。
特に春・秋の改編シーズンになると、新番組のドラマに出演する俳優が過去にフジテレビ・関西テレビ系で出演したドラマの再放送を行うことがあった。
また、月曜日は現在プライムタイムで放送されている関西テレビ制作・月曜10時枠の連続ドラマの先週分の再放送が行われることがあった。

## 沿革
番組開始当初はフジテレビ系の午後のワイドショーがその当時行われていなかったために3時間枠で放送され、1時間の連続もの×3であったり、1時間×1+金曜・土曜の単発2時間ドラマといった組み合わせで放送されていた時代もあった。その後、14時台に関西テレビローカルの帯情報番組『あっぷ&UP!』が2009年4月に開始されてからは14時台が廃止されて15-16時台となったが、2012年4月からフジテレビが全国ネットの午後のワイドショーを『知りたがり!』で再開してからは、関西テレビローカルの情報番組『ハピくるっ!』がその関係で15時台に繰り下げられ、16時台の1本のみとなった。
しかし、『知りたがり!』の後番組『アゲるテレビ』も視聴率が延びずに半年で打ち切られたことでフジテレビの午後のワイドショー枠は2013年9月に再び廃止され、これに付随して『ハピくるっ!』が14時台に戻されることになったことから、再びドラマの再放送枠は2時間に拡大（1時間×2、ないしは2時間単発もの）となった。
2015年3月30日からは、『ハピくるっ!』が終了してフジテレビ系の午後のワイドショー『直撃LIVE グッディ!』が放送開始されたが、ネットワークセールス枠である第1部（13:55 - 14:55）のみネットするため、当枠は15時台の1本のみとなった。16時台からは、関西テレビの平日夕方のニュース・情報ワイド番組『ゆうがたLIVE ワンダー』が放送されていた。
2016年3月28日からは、『ゆうがたLIVE ワンダー』が『みんなのニュース ワンダー』に改題され『ワンダー』の放送時間が縮小されたことに伴い、当枠の放送時間は再び2時間に拡大されることとなった。
2016年4月4日からは、ネットワークセールス枠である『直撃LIVE グッディ!』（第1部）の放送時間が13:45 - 14:50と放送終了時間が5分繰り上げられることに伴い、当枠は14:50からの放送となった。 
2016年10月3日からは、『グッディ』第2部（14:50 - 15:50）の放送開始に伴い、当枠は再び1時間に縮小され、16時台の1本のみとなった。
2016年12月13日から2016年12月26日までは、2016年内をもって解散したSMAPのメンバーが出演した連続ドラマの再放送に伴い、当枠の放送開始時間が60分繰り上げられ14:50からの放送となった。
なお、2017年1月から2020年9月までの基本的な当枠の放送時間は上記のとおりで放送開始時刻は15:50だが、『グッディ』第2部は全編ローカルセールス枠のため、編成の都合によっては第2部の放送が休止され、放送開始時刻が14:50に繰り上げられることがあった。さらに、2019年4月2日からは『報道ランナー』が2分拡大したのに伴い、放送終了時刻は2分短縮の16:45となった。
2020年9月28日からは、『直撃LIVE グッディ!』の放送終了に伴い、放送開始時刻が65分繰り上がり、木曜日以外は14:45 - 16:45の時間帯での放送となった。これにより、当枠の放送時間は4年ぶりに再び2時間に拡大されることとなった。（木曜日の14:45 - 15:45は通販番組が放送されていた。）
2021年3月29日からは、関西テレビローカルの帯情報番組『2時45分からはスローでイージーなルーティーンで』（14:45 - 15:45）の放送開始に伴い、当枠は半年ぶりに再び1時間に縮小され、16時台の1本のみとなった。
2023年4月3日からは、平日午後帯の生放送番組『ぽかぽか』の放送時間が短縮されたことに伴い、当枠の前枠で放送されていた前述のローカル帯情報番組『スローでイージーなルーティーンで』の放送時間が65分繰り上げられたことによって、当枠の放送時間は再び2時間に拡大された。
2023年7月6日からは、木曜日の14:45 - 15:45に再び通販番組が放送されている。
2024年10月4日からは、『旬感LIVE とれたてっ!』が金曜のみ放送時間が60分拡大したことに伴い、金曜日も1時間短縮された。
2025年3月31日から『旬感LIVE とれたてっ!』の放送時間を月曜～木曜も60分拡大し、さらに16時台の『Live News イット!』の放送が開始されたことに伴い、当枠は廃止された。そのため20年以上続いていた関西テレビの平日午後のドラマ再放送枠は消滅した。
なお、後枠の『newsランナー』の拡大版が放送される場合や報道特別番組が編成される場合、当枠の放送時間は1時間に縮小または休止されることがあった。
2016年4月からは連続ドラマの再放送において、本放送時には無かった作品についても解説放送を新規追加。関西テレビ自社制作のドラマを中心に不定期に実施していた。